# Linzer Institut für qualitative Analysen
Das Linzer Institut für qualitative Analysen (LIquA) ist ein außeruniversitäres sozial- und kulturwissenschaftliches Forschungsinstitut in Linz, Österreich.

## Geschichte
LIquA wurde 2001 von David Lechner, Thomas Philipp und Andre Zogholy in Linz gegründet und wird derzeit von den beiden Erstgenannten geleitet. Ziel der Forschungstätigkeiten ist es, innovative Impulse in der österreichischen Forschungslandschaft zu setzen und den Forschungsstandort im sozial- und kulturwissenschaftlichen Bereich in Linz, Oberösterreich und Österreich zu stärken.

## Tätigkeitsbereiche
Schwerpunktmäßig arbeitet LIquA zu den Themenbereichen Kulturentwicklung und -planung, Raumentwicklung und -planung, kommunale und regionale Sozialplanung, Arbeitsmarkt- und Bildungsforschung sowie Ökologie- und Innovationsforschung.
Neben der wissenschaftlichen Tätigkeit in diesen Forschungsfeldern liegen die Schwerpunkte in der Auseinandersetzung mit theoretischen, methodologischen und methodischen Konzepten der qualitativen Forschung sowie in der Reflexion des Strukturwandels im Wissenschaftssystem, den veränderten Forschungsbedingungen und den daraus resultierenden Implikationen und Herausforderungen.
Zu den angebotenen Leistungen des Instituts zählen Forschungsarbeiten, Prozessgestaltung und -begleitung, Lehrtätigkeiten, Beratung und Networking.

## Wissenschaftliche Arbeiten (Auswahl)
- Der neue Kulturentwicklungsplan für die Stadt Linz. Linz 2011.[1][2]
- Innovations- und Qualifikationsanforderungen im Bereich der Öko-Technologien&Wirtschaft&Politik in Oberösterreich. Linz 2011.[3][4]
- Kollaborative Wirtschaft: Kooperations- und Netzwerkpraktiken von Selbständigen. Fallbeispiele in Oberösterreich, Steiermark und Tirol., gemeinsam mit FORBA, Wien 2011.[5]
- Stadt im Glück. Ausstellungsprojekt im Rahmen von Linz 2009 Linz 2009.[6][7]
- Der Mehrwert von Kunst und Kultur für den städtischen Raum., gemeinsam mit Österreichische Kulturdokumentation Linz/Wien 2008.[8][9]
- flexible@art. Prekarisierung(stendenzen) des Kunst- und Kulturfeldes. Wien 2007.[10][11]
- Kultureller Struktur- und Entwicklungsplan für die Stadt Steyr. Steyr 2007.[12][13]
- Kreativwirtschaft in der Stadtregion Linz. Linz 2006.[14][15]